# Bangors
Bangors – wieś w Anglii, w Kornwalii. Leży 100 km na północny wschód od miasta Penzance i 320 km na zachód od Londynu.